# Козлова, Мария Александровна
Мария Александровна Козлова (род. 10 апреля 1992) — российская самбистка и дзюдоистка, призёр чемпионатов России и Кубка России по самбо, чемпионка Европы по самбо, мастер спорта России.

## Спортивные результаты
- Первенство России по самбо среди молодежи 2013 года — [1]
- Чемпионат России по самбо среди женщин 2014 года —
- Чемпионат России по самбо 2015 года —
- Кубок России по самбо среди женщин 2015 года — [2]
- Чемпионат России по самбо 2018 года —
- Чемпионат России по самбо 2019 года —